# Broskmålla
Broskmålla, Atriplex glabriuscula, är en växtart i familjen amarantväxter. 